# یواس‌اس کرنشاو (ای‌پی‌ای-۷۶)
یواس‌اس کرنشاو (ای‌پی‌ای-۷۶) (به انگلیسی: USS Crenshaw (APA-76)) یک کشتی بود که طول آن ۴۲۶ فوت (۱۳۰ متر) بود. این کشتی در سال ۱۹۴۴ ساخته شد.